# برادفيو (إلينوي)
برادفيو (بالإنجليزية: Broadview)‏ هي قرية تقع في الولايات المتحدة في مقاطعة كوك، إلينوي. يقدر عدد سكانها بـ 7,932 نسمة .

## الموقع الجغرافي
الموقع الجغرافي للمناطق المحيطة بهذه النقطة هو كالتالي: